# Upale
Upale – wieś w Polsce położona w województwie łódzkim, w powiecie łęczyckim, w gminie Daszyna.
W latach 1975–1998 miejscowość administracyjnie należała do województwa płockiego.
W Upalach znajduje się potężne drzewo – to wiąz szypułkowy o obwodzie 651 cm i wysokości 28 m (w 2015 roku).